# Coccolino

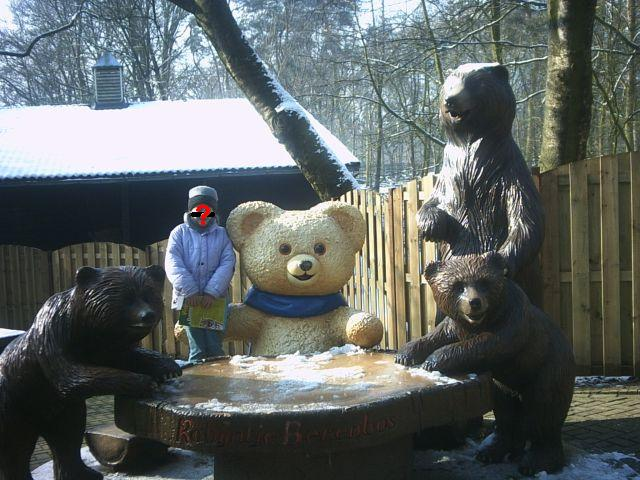
Statua di Coccolino nel giardino zoologico Ouwehands Dierenpark di Rhenen

Coccolino è un marchio commerciale globale di ammorbidenti posseduto da Unilever conosciuto sul mercato per l'omonimo orsacchiotto che compare come mascotte sulle confezioni e nelle pubblicità dei prodotti nonché come franchise per alcuni gadgets.

## Storia
Dopo che Procter & Gamble ebbe lanciato sul mercato una propria linea di ammorbidenti, conosciuta con il marchio Downy negli Stati Uniti d'America e con il marchio Lenor in Europa, Unilever intendeva concorrere con tale marchio lanciando sul mercato un proprio marchio di ammorbidenti denominato Comfort che, nonostante avesse conosciuto nei primi anni un numero sempre crescente di consumi, non riuscì a contrastare il ruolo dominante detenuto da P&G. A ciò la dirigenza di un'azienda tedesca sussidiaria di Unilever rispose sviluppando un nuovo marchio di ammorbidenti che, secondo essa, avrebbe conosciuto un enorme e rapido successo commerciale dovuto alla mascotte dei suoi prodotti, un orsacchiotto denominato Kuschelweich, che trasferirebbe al consumatore un'immagine desiderevole di morbidezza. Il marchio, già diffuso sul mercato tedesco, è entrato anche nei mercati degli altri Paesi sviluppati alla fine degli anni Settanta del XX secolo e Unilever diffuse il marchio stesso negli Stati Uniti d'America a metà degli anni Ottanta del XX secolo dove assunse il nome locale di The Snuggle Bear e riceve tuttora una discreta fama anche come franchise dopo che Kermit Love, già creatore del personaggio di Sesame Street Big Bird, creò il pupazzo di un omonimo personaggio.
A fine anni 80 e primi anni 90, lo stesso marchio era disponibile anche come detersivo per lavare la lana e i capi delicati (noto quindi come Coccolino Detersivo), che si distingueva per il flacone rosa, in contrapposizione al blu di quello per l'ammorbidente.

## Varianti internazionali
| Paese       | Denominazione          |
| ----------- | ---------------------- |
| Austria     | Kuschelweich           |
| Belgio      | Robijn, Cajoline       |
| Brasile     | Fofo                   |
| Cina        | 熊寶貝T, Xióng bǎobèiP |
| Croazia     | Coccolino/Kuschelweich |
| Danimarca   | Snuggle                |
| Francia     | Cajoline               |
| Germania    | Kuschelweich           |
| Giappone    | ファーファ (Fāfa?)     |
| Grecia      | Cajoline               |
| Italia      | Coccolino              |
| Paesi Bassi | Robijn                 |
| Regno unito | Comfort                |
| Slovacchia  | Coccolino              |
| Spagna      | Mimosín                |
| Stati Uniti | Snuggle                |
| Turchia     | Yumoş                  |
| Ungheria    | Coccolino              |